# Никольско-Еманчанское сельское поселение
Никольско-Еманчанское сельское поселение — бывшее муниципальное образование в Хохольском районе Воронежской области. В 2011 году упразднено путём присоединения к Староникольскому сельскому поселению.
Административным центром было село Никольское-на-Еманче.

## История
Законом Воронежской области от 5 апреля 2011 года № 44-ОЗ, Староникольское и Никольско-Еманчанское сельские поселения преобразованы, путём объединения, в Староникольское сельское поселение с административным центром в селе Староникольское.